# Gymnophryxe blaptis
Gymnophryxe blaptis là một loài ruồi trong họ Tachinidae.